# Nhà thờ Hồi giáo Al-Aqsa
Nhà thờ Hồi giáo Al-Aqsa (tiếng Ả Rập: المسجد الاقصى, chuyển tự al-Masjid al-Aqsa: "các Thánh đường Hồi giáo xa nhất"), còn được gọi là al-Aqsa, là một nơi thánh đường Hồi giáo ở Phố cổ của Jerusalem, là địa điểm thiêng liêng thứ 3 của Hồi giáo. Nơi có nhà thờ Hồi giáo này (cùng với Nhà mái vòm đá) cũng được gọi là al-haram ash-Sharif hay "thánh địa linh thiêng", một địa điểm cũng được gọi là Núi ngôi đền, địa điểm linh thiêng nhất trong Do Thái giáo, nơi mà ngôi đền thứ nhất và thứ hai thường được người ta tin là đã từng toạ lạc. Được nhiều người coi là nơi linh thiêng thứ ba trong Hồi giáo, những người Hồi giáo tin rằng Muhammad đã được vận chuyển từ Nhà thờ Hồi giáo linh thiêng ở Mecca đến al-Aqsa trong Hành trình đêm. Truyền thống Hồi giáo cho rằng Muhammad đã dẫn những người cầu nguyện hướng về nơi này cho đến tháng mười bảy sau khi di cư, khi Thánh ra lệnh cho ông để trở về với các Ka'aba.
Theo niềm tin Hồi giáo, Jacob, con trai của Isaac, là người đầu tiên xây dựng Nhà thờ Hồi giáo như là một nhà của Thánh. Các Kaaba ở Mecca là Nhà thờ cúng đầu tiên của Thánh, và Masjid Al-Aqsa (Bayt Al-Maqdis) là công trình thứ hai. Ban đầu được xây dựng bởi Jacob và trải qua đợt mở rộng lớn và cải tạo của vua Solomon, ngôi thánh đường này đã từng bị phá hủy hai lần.
Truyền thống Hồi giáo cho rằng Muhammad đã dẫn dắt những tín đồ cầu nguyện hướng tới địa điểm này cho đến tháng thứ 16 hoặc 17 sau khi ông di cư từ Mecca đến Medina, khi Allah hướng dẫn ông quay về phía Kaaba ở Mecca. 
Tòa nhà thờ Hồi giáo ban đầu là một ngôi nhà cầu nguyện nhỏ do Umar, vị vua thứ hai của Rashidun Caliphate ra lệnh xây dựng, nhưng đã được Umayyad caliph Abd al-Malik ra lệnh xây dựng lại và mở rộng và được hoàn thành bởi con trai của ông là al-Walid vào năm 705. Nhà thờ này đã hoàn thành bị phá hủy bởi một trận động đất vào năm 746 và Abbasid caliph al-Mansur ra lệnh xây dựng lại vào năm 754. Nhà thờ này được xây dựng lại vào năm 780. Một trận động đất khác đã phá hủy hầu hết al-Aqsa vào năm 1033, nhưng hai năm sau Fatimid caliph Ali az-Zahir đã cho xây dựng một nhà thờ Hồi giáo khác mà phác thảo được giữ nguyên trong cấu trúc hiện tại.